# فاروق الباز
فاروق الباز (ولد 1356 هـ / 1938 م) عالم فضاء مصري يحمل الجنسية الأمريكية، عمل في وكالة ناسا للمساعدة في التخطيط للاستكشاف الجيولوجي للقمر، كاختيار مواقع الهبوط لبعَثات أبولو وتدريب روَّاد الفضاء على اختيار عيِّنات مناسبة من تُربة القمر وإحضارها إلى الأرض للتحليل والدراسة. والده هو الشيخ سيِّد الباز من علماء الأزهر الشريف، وأخوه أسامة الباز مدير مكتب الرئيس المصري السابق حسني مبارك. 
يعمل الباز أستاذ البحث العلمي ومدير مركز الاستشعار عن بُعد في جامعة بوسطن، بماساتشوستس. وأستاذًا مساعدًا للجيولوجيا في جامعة عين شمس في القاهرة بمصر. وهو عضو في مجلس الثقات بمؤسسة الجمعية الجيولوجية الأمريكية في بولدر بكولورادو، وعضو في مجلس القادة في مؤسسة البحث والتطوير المدني للدول المستقلَّة عن الاتحاد السوفييتي السابق «سي آر دي إف جلوبال»، وعضو في الأكاديمية الأمريكية الوطنية للهندسة في واشنطن.

## ولادته وتحصيله
وُلد فاروق بن سيِّد الباز في الزقازيق بمحافظة الشرقية، بعد ما انتقل إليها والده لظروف عمله من قرية طوخ الأقلام بمدينة السنبلاوين في محافظة الدقهلية، يوم الأحد أول ذي القَعْدة 1356هـ الموافق  2 يناير (كانون الثاني) 1938م، لأسرة كريمة متواضعة الحال. والده الشيخ سيِّد الباز من فضلاء علماء الأزهر، وكان يدرِّس العلوم الرياضية من حساب وجبر وهندسة، ومن طلَّابه في معهد القاهرة الديني الابتدائي بالأزهر في أوائل الخمسينيات من القرن العشرين محمود الطناحي.
حصل فاروق على شهادة بكالوريوس (كيمياء - جيولوجيا) في عام 1958 م من جامعة عين شمس بمصر. ثم نال شهادة الماجستير في الجيولوجيا عام 1961 م من معهد المناجم وعلم الفلزات بميسوري.
حصل على عضوية جمعية سيجما كاي (Sigma Xi) العلمية، كما نال شهادة الدكتوراه في عام 1964م وتخصص في الجيولوجيا الاقتصادية.
درس في معهد ماساتشوستس للتكنولوجيا واستكشف كثيرا من جيولوجيا الأرض وزار أغلب المناجم في الولايات المتحدة الأميركية [بحاجة لمصدر]
في عام 1964، في سن 26 عامًا، نال الباز درجة دكتور في الفلسفة في علم الجيولوجيا من جامعة ميزوري للعلوم والتكنولوجيا بعد إجراء البحوث العلمية من 1962 حتى عام 1963 في معهد ماساتشوستس للتكنولوجيا.
في عام 1978، اختير الباز كمستشار علمي للرئيس المصري الراحل أنور السادات في مصر. كُلف الباز بانتقاء المناطق ذات الأراضي القابلة للاستصلاح في الصحراء دون تأثيرات ضارة على البيئة. ونظرًا لخدماته المميزة، منحه السادات وسام الاستحقاق من الدرجة الأولى.

## مناصبه العلمية
يشغل الدكتور فاروق الباز منصب مدير مركز تطبيقات الاستشعار عن بعد في جامعة بوسطن في بوسطن بالولايات المتحدة الأمريكية.
كان قبل ذلك نائبا للرئيس للعلم والتكنولوجيا في مؤسسة آيتك لأجهزة التصوير بمدينة لكسنجتون، بولاية
ماساتشوستس.
منذ عام 1973 إلى أن التحق بمؤسسة آيتك عام 1982، قام الدكتور الباز بتأسيس وإدارة مركز دراسات الأرض والكواكب في المتحف الوطني للجو والفضاء بمؤسسة سميثسونيان بواشنطن عاصمة الولايات المتحدة الأمريكية.
وعمل بالإضافة إلى ذلك مستشارا علميا للرئيس السادات ما بين 1978 – 1981.
منذ عام 1967 إلى عام 1972 عمل الدكتور فاروق الباز بمعامل بلّ بواشنطن كمشرف على التخطيط للدراسات القمرية واستكشاف سطح القمر.
وفي خلال هذه السنوات، اشترك في تقييم برنامج الوكالة الوطنية للطيران والفضاء «ناسا» للرحلات المدارية للقمر. بالإضافة إلى عضويته في المجموعات العلمية التدعمية لإعداد مهمات رحلات أبولو على سطح القمر. كما كان رئيساً لفريق تدريبات رواد الفضاء في العلوم عامة وتصوير القمر خاصة.
شغل منصب رئيس أبحاث التجارب الخاصة بالمراقبات الأرضية من الفضاء والتصوير وذلك في مشروع الرحلة الفضائية المشتركة أبولو – سويوز في عام 1975.

## مشواره التخصصي
قام الدكتور الباز بتدريس علم الجيولوجيا في جامعات:
- أسيوط بمصر من عام 1958 – 1960
- جامعة ميسوري بأمريكا من عام 1963 إلى 1964 و
- جامعة هايدلبرغ في ألمانيا من عام 1964- 1965

في عام 1966 عمل في التنقيب عن النفط في خليج السويس بقسم التنقيب في شركة بان أمريكان وذلك قبل التحاقه بمعامل بل في عام 1967.
خلال الأعوام بين 1967 و 1973 عمل على اختيار 16 منطقة مميزة على القمر لهبوط رواد الفضاء عليها بغرض الحصول على أكبر مكسب علمي عن التكوين الجيولوجي للقمر ومعرفة تاريخ تكوين القمر وعلاقة تكوين القمر بتكوين الأرض. خلال تلك الفترة عمل مباشرة مع رواد فضاء كثيرين مثل ديك جوردن DicK Gordon وماتنجلي Mattingly وجيم لوفل Lovell وألفريد هايس Haise وستوارت روزا Stu Rooza وميتشل Mitchell وكذلك ألان شيبارد Shepard، وأعدهم الإعداد العلمي السليم للقيام بمهمتهم على القمر وكانوا يسمونه الملك "The King".
في عام 1973 م عمل كرئيس الملاحظة الكونية والتصوير في مشروع أبولّو - سويوز Apollo- soyuz الذي قام بأول مهمة أمريكية سوفييتية في تموز 1975 م.
في عام 1986 انضم إلى جامعة بوسطن، في مركز الاستشعار عن بعد باستخدام تكنولوجيا الفضاء في مجالات الجيولوجيا والجغرافيا، وقد طور نظام استخدام الاستشعار عن بعد في اكتشاف بعض الآثار المصرية.
في عام 1989، نال الباز دكتوراة فخرية في العلوم من كلية نيو إنغلاند.
في عام 2002، نال درجة الأستاذية من جامعة ميزوري للعلوم والتكنولوجيا.
في عام 2003، نال دكتوراة فخرية في الفلسفة من جامعة المنصورة.
في عام 2004، نال دكتوراة في القانون من الجامعة الأمريكية بالقاهرة.
وفي عام 2004 أيضًا، نال دكتوراة فخرية في الهندسة من جامعة ميزوري للعلوم والتكنولوجيا.

## ما بعد الدكتوراة
درّس الباز علم الجيولوجيا في جامعة أسيوط، في مصر بين عامي 1958 و1960، ودرّس في جامعة هايدلبرغ في ألمانيا بين عامي 1964 و1965. انضم في عام 1966 إلى شركة النفط الأمريكية – الجمهورية العربية المتحدة، حيث شارك في اكتشاف أول حقل نفط خارج الشاطئ في خليج السويس، حقل المرجان.

## نشاطه فيناسا

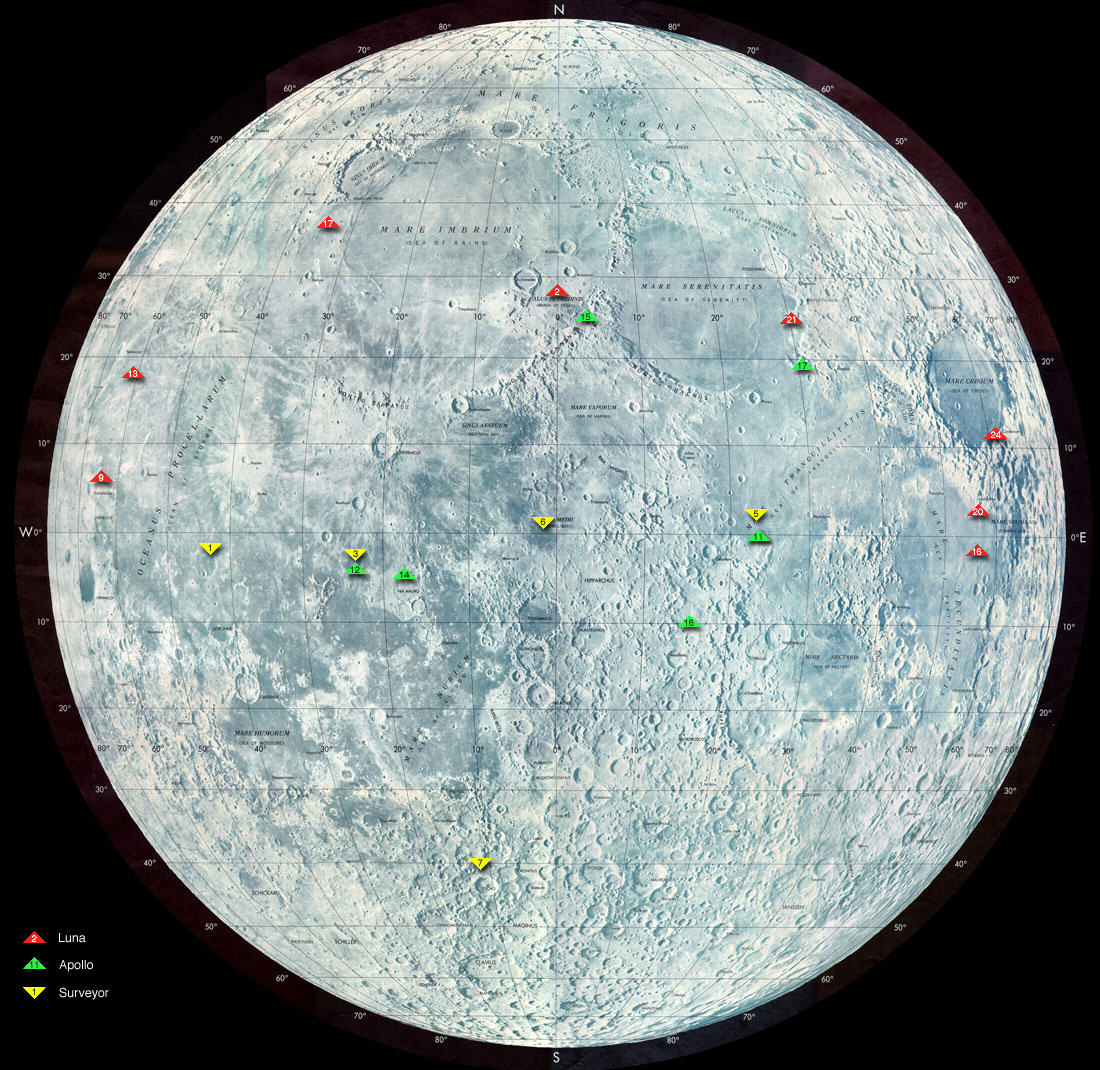
تبين العلامات الخضراء مواقع هبوط بعثات أبولو المأهولة على القمر.وهي من ضمن 24 موقع على القمر اقترحها الباز لناسا.

قام فاروق الباز برعاية عمل رواد الفضاء من وجهة جيولوجيا القمر في إطار برنامج أبولو خلال السنوات 1967 حتي 1972. وكان خلال تلك السنوات الست سكرتير لجنة اختيار مواقع الهبوط على القمر ورئيسا لمجموعة تدريب الرواد. تخصص تدريبه لرواد الفضاء في انتقاء عينات مناسبة من أحجار القمر وتربته، بغرض إحضارها إلى الأرض لتحليلها ودراستها. وحاز إعجاب رواد الفضاء العاملين معه حيث كان يتميز بشرح يسهل فهمه وشيق في نفس الوقت. مما يشهد له ماقاله رائد الفضاء لبعثة أبولو 15 ألفريد وردن أثناء وجوده في مدار حول القمر حيث كان يقود مركبة الفضاء، قال: «أتذكر شرح» الملك «للقمر - وهو اسم فاروق المتداول في ناسا - أشعر كما لو كنت هنا من قبل !»
كما كان فاروق الباز يرافق أعضاء مجموعة ناسا عند لقائهم بالصحفيين للإعلام عن نتائج رحلات أبولو. وكانت قدرته على تبسيط التعبيرات العلمية الدقيقة في اللأوساط الإعلامية محط تقديرهم، وكثيرا ما كانوا ينشرون بعضا من كلماته.

## سورة الفاتحة مع أبولو 15

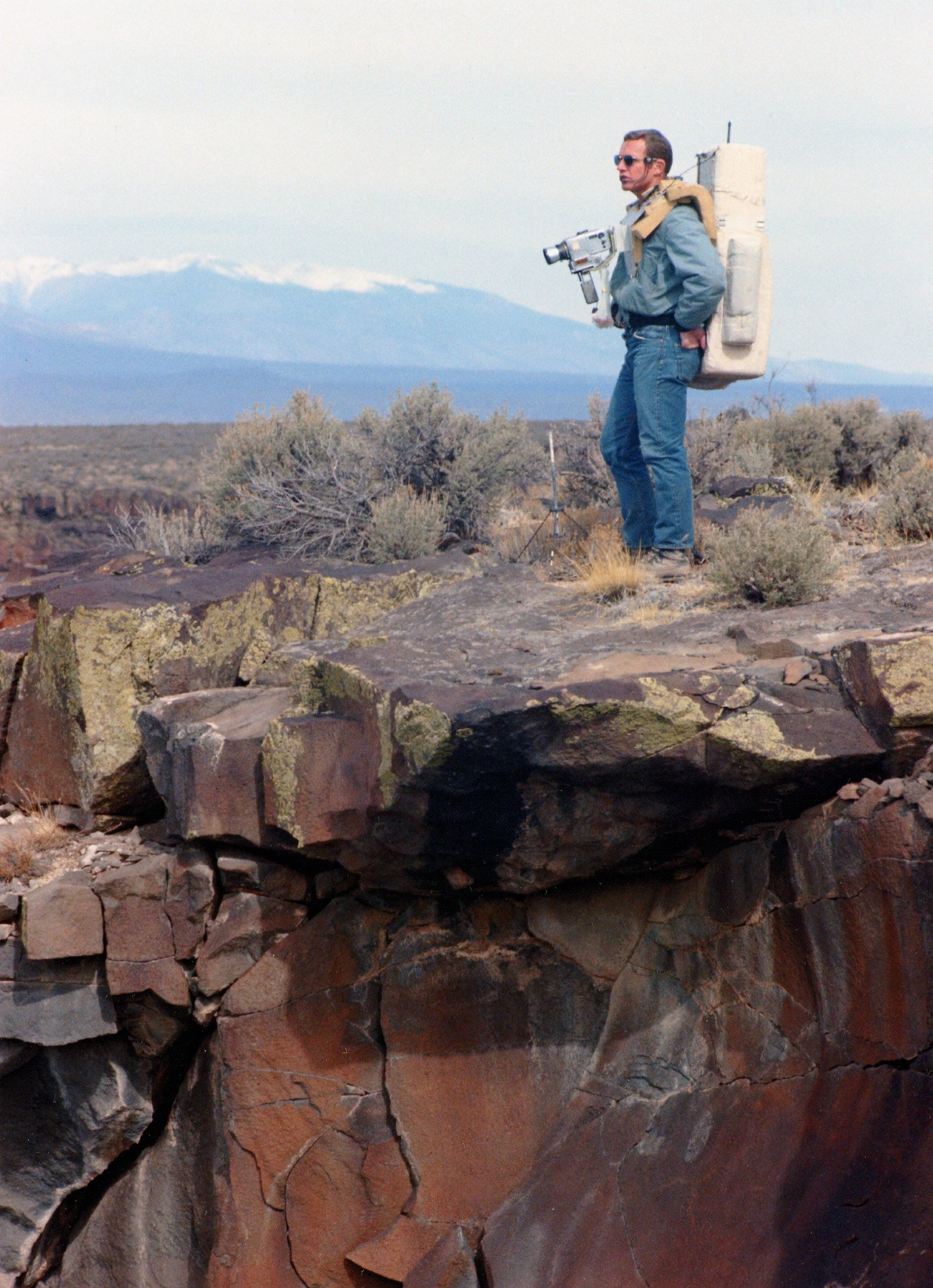
ديفيد سكوت أثناء التدريب الجيولوجي (مع فاروق الباز) في نيومكسيكو في 19 مارس 1971.

تميزت رحلة أبولو 15 بتطوير وتحسينات متعددة لمركبة الفضاء والعربة القمرية حتى أن الرواد وكل العاملين في ناسا قلقين على نجاح الرحلة. فأشار الباز إليهم بأن يأخذوا معهم سورة الفاتحة لتحميهم ويكون الله معهم، وكانوا متعلقين بالحصول على أي شيء يستبشرون به ويطمئنهم على أداء رحلتهم والعودة بسلام إلى الأرض. وفعلا قام فاروق الباز بطبع سورة الفاتحة على ورقة في بيته، وقام هو وبناته بتسجيل أسمائهم على الورقة أيضا، ليس هذا فقط بل قام مع بناته بالصلاة يوم انطلاق الرحلة والدعاء بأن تتم رحلة الرواد على خير. ثم قام بحفظ سورة الفاتحة في حافظة من البلاستيك وسلمها لألفريد وردن .

## ما بعد أبولو
بعد انتهاء برنامج أبولو في عام 1972، انضم الباز إلى معهد سميثسونيان في واشنطن لتأسيس مركز دراسات الأرض والكواكب في متحف الطيران والفضاء الوطني والإشراف عليه. وفي نفس الوقت، انتُخب الباز عضوًا في مجموعة مهمات التسمية القمرية في الاتحاد الفضائي الدولي. ونتيجة لذلك، كان قادرًا على الاستمرار في تسمية معالم القمر كما ستظهر في التصوير الفوتوغرافي.
في عام 1973، اختارته ناسا كمحقق أساسي للرصد الأرضي والتجارب الفوتوغرافية في مشروع أبولو-سويوز، وهو أول مشروع مشترك بين أمريكا والاتحاد السوفييتي للقيام برحلة للفضاء في يوليو من عام 1975. حل التركيز على التصوير الفوتوغرافي للبيئة الجافة، خاصة الصحراء الكبرى في شمال إفريقيا وشبه الجزيرة العربية، بالإضافة إلى معالم أخرى للأرض والمحيطات.
أكد الباز على دراسة أصل وتطور الأراضي الصحراوية، وجمع بيانات ميدانية أثناء زياراته لكل صحراء أساسية في العالم. حدثت إحدى الزيارات المهمة بعد تطبيع العلاقات الأمريكية الصينية في عام 1979، حيث نسق لأول زيارة لعلماء أمريكيين إلى الصحراء الشمالية الغربية للصين. استغرقت تلك الرحلة ست أسابيع، وأرخت لها ناشونال جيوغرافيك وإكسبلوررز جورنال. وقد أدى بحثه في أصل وتطور الصحراء إلى انتخابه زميلًا للرابطة الأمريكية لتقدم العلوم.
منذ عام 1982 حتى التحق بجامعة بوسطن في عام 1986، كان نائبًا لرئيس أنظمة إيتيك البصرية في ليكسينغتون، ماساتشوستس. أثناء هذه السنوات، أشرف الباز على استخدام مكوك الفضاء "Large Format Camera" وتصويراته.
انتُخب الباز زميلًا للجمعية الجيولوجية الأمريكية والأكاديمية العالمية للعلوم والأكاديمية الوطنية للهندسة. في عام 1999، أنشأت مؤسسة الجمعية الجيولوجية الأمريكية جائزة فاروق الباز لأبحاث الصحراء، من أجل الاحتفال بتفوق العالم فاروق الباز في المجال سنويًّا. وفي عام 2007 أنشأت المؤسسة أيضًا جائزة فاروق الباز لطلاب البحث العلمي؛ لتشجيع البحث الصحراوي.
في أبريل من عام 2011، التحق الباز بحزب المصريين الأحرار، الذي أسسه الملياردير المصري نجيب ساويرس.

## البحث الصحراوي
أثناء العشرين عامًا الماضية في أبحاثه في جامعة بوسطن، استخدم الباز صور الأقمار الصناعية للمزيد من الفهم لأصل وتطور الصحراء. يُنسب للباز توفير دليل بأن الصحراء ليست صنيع الإنسان، ولكنها نتيجة تغيرات مناخية. كشف بحثه عن العديد من الأنهار المدفونة تحت رمال الصحراء وينابيع في الصحارى، بناءً على تأويل صور الرادار.
أدت مسارات المياه السابقة إلى منخفضات في التضاريس الأرضية، وقد نظَّر الباز بأنها تحتوي على المياه الجوفية بصورة أكيدة. أدى تحليله للبيانات إلى تحديد موقع المياه الجوفية في التضاريس الصحراوية في مصر وعمان والإمارات العربية المتحدة وربما في دارفور في السودان (إذا لم تجف).

### أطلس الكويت
أزعج الباز اهتمام الباحثين التوراتيين حول العالم بإعلانه عن وجود مصب عتيق من شمال شبه الجزيرة العربية إلى الخليج العربي. فكرة وجود نهر قديم تدفق عبر صحراء العرب، وربما ربط بين نهري دجلة والفرات، يأتي الدليل عليها من قواعد بيانات تصوير الأقمار الصناعية، خاصة من الصور الملتقطة بالرادار أثناء مهمة مكوك فضاء إنديفور 1994. درس الباز هذه الصور، ولاحظ وجود بقايا نهر عبر شمال شبه الجزيرة العربية من الغرب إلى الشرق حيث كان مرئيًا تحت الرمال، بفضل القدرة على اختراق الأرض التي أتاحتها تكنولوجيا الرادار.
أطلق عليها الباز اسم نهر الكويت، وهو معروف في الأوساط الشعبية باسم وادي الباطن، كامتداد لوادي الرمة. كان وادي الرمة سيصير مسئولًا عن ترسيب الدبدبة (مشابهة للمراوح الغرينية أو الطمي، مورفولوجيًّا ورسوبيًّا). ربما كان هذا النهر نشطًا 2500-3000 قبل الميلاد.

### نظرية هرم الجيزة
في فيلم وثائقي من إعداد ناشونال جيوغرافيك في عام 2002، اقترح الباز مصدرًا جديدًا لشكل أهرامات الجيزة. يعتقد الباز أن قدماء المصريين اختاروا دفن موتاهم في أبنية هرمية لأنهم يعلمون من السنوات المبكرة أن الآثار الهرمية، الوفيرة في الصحراء الغربية بمصر، تنجو من التعرية.

## مؤلفاته
كتب د. الباز 12 كتابا، منها أبولو فوق القمر، الصحراء والأراضي الجافة، حرب الخليج والبيئة، أطلس لصور الأقمار الصناعية للكويت، ممر التعمير في الصحراء الغربية بمصر. يشارك في المجلس الاستشاري لعدة مجلات علمية عالمية. كتب مقالات عديدة، وتمت لقاءات كثيرة عن قصة حياته وصلت إلى الأربعين، منها «النجوم المصرية في السماء»، «من الأهرام إلى القمر»، «الفتى الفلاح فوق القمر»، وغيرها.

## عضوياته العلمية
انتخب د. الباز كعضو، أو مبعوث أو رئيس لما يقرب من 40 من المعاهد والمجالس واللجان، منها انتخابه مبعوثا لأكاديمية العالم الثالث للعلوم TWAS عام 1985 م، وأصبح من مجلسها الاستشاري عام 1997 م، وعضوا في مجلس العلوم والتكنولوجيا الفضائية، ورئيسا لمؤسسة الحفاظ على الآثار المصرية، وعضوا في المركز الدولي للفيزياء الأكاديمية في اليونسكو، مبعوث الأكاديمية الأفريقية للعلوم، زميل الأكاديمية الإسلامية للعلوم بباكستان، وعضوا مؤسسا في الأكاديمية العربية للعلوم بلبنان، ورئيسا للجمعية العربية لأبحاث الصحراء.

## جوائزه وتكريمه
حصل د. الباز على ما يقرب من 31 جائزة، منها: جائزة إنجاز أبولو، الميدالية المميزة للعلوم، جائزة تدريب فريق العمل من ناسا، جائزة فريق علم القمريات، جائزة فريق العمل في مشروع أبولو الأمريكي السوفييتي، جائزة ميريت من الدرجة الأولى من الرئيس أنور السادات، جائزة الباب الذهبي من المعهد الدولي في بوسطن، الابن المميز من محافظة الدقهلية، وقد سميت مدرسته الابتدائية باسمه، وهو ضمن مجلس أمناء الجمعية الجيولوجية في أمريكا، المركز المصري للدراسات الاقتصادية، مجلس العلاقات المصرية الأمريكية. وقد أنشأت الجمعية الجيولوجية في أمريكا جائزة سنوية باسمه أطلق عليها «جائزة فاروق الباز لأبحاث الصحراء».
تبلغ أوراق د. الباز العلمية المنشورة إلى ما يقرب من 540 ورقة علمية، سواء قام بها وحيدا أو بمشاركة
آخرين، ويشرف على العديد من رسائل الدكتوراه.
جال د. فاروق العالم شرقا وغربا، وحاضر في العديد من المراكز البحثية والجامعات، أحب الرحلات الكشفية، وجمع العينات الصخرية منذ الصغر. هو شقيق أسامة الباز.
في 2019 أطلق على كويكب 7371 اسم الباز تقديرًا لإسهاماته العلمية البارزة.

### أوسمته
حاز فاروق الباز على العديد من الجوائز العلمية من أمريكا ومن جامعات وهيئات علمية كثيرة حول العالم، ومن ضمنها:
- جائزة الاستحقاق من الدرجة الأولى المصرية من الرئيس محمد أنور السادات،
- جائزة الامتياز العلمي والتكنولوجي من ناسا.

## لقاءاته
- برنامج لقاء اليوم:
  1. فاروق الباز.. العرب وتطوير الأبحاث العلمية، 4 يوليو 2001م
- برنامج بلا حدود:
  1. المخاطر التي تهدد دلتا النيل وسكانها، 18 نوفمبر 2009
  2. العلاقة بين الأنظمة العربية والعلماء العرب، 12 ديسمبر 2007م
  3. مشروع تطوير مصر، 21 سبتمبر 2005م
  4. العلماء العرب، فاروق الباز: مدير مركز أبحاث الفضاء في جامعة بوسطن، 9 يونيو 2004م
- برنامج موعد في المهجر:
  1. الجيولوجي الشهير فاروق الباز، 23 يوليو 2001

## أسرته
فاروق الباز متزوج ولديه أربع بنات وست أحفاد. هو أخو أسامة الباز، مدير مكتب الرئيس المصري الأسبق حسني مبارك.

## اقرأ أيضًا
- أسامة الباز - أخ

## وصلات خارجية
- فاروق الباز على موقع أرشيف الشارخ.
- إنجاز عالمي جديد للعالم المصري فاروق الباز، مصراوي، 24 أكتوبر 2009